# Marroneta de vellut
La marroneta de vellut (Polyommatus ripartii) és una espècie de lepidòpter papilionoïdeu de la família dels licènids (Lycaenidae) present als Països Catalans.

## Distribució
S'estén de forma dispersa pel centre i sud d'Europa, incloent la península Ibèrica, sud-est de França, nord-oest d'Itàlia, sud de Polònia i sud dels Balcans. També és present a l'Àsia, des de Turquia fins al sud de Sibèria, el Tian Shan i l'Altai. Absent de les principals illes mediterrànies. A la península Ibèrica ocupa la part nord i nord-est, des de Lleó fins a Catalunya, sent el Sistema Ibèric als voltants d'Albarracín el seu límit meridional. A Catalunya és una papallona amb una distribució força àmplia, però local, amb poblacions als Prepirineus, muntanyes de la Depressió Central i Serralada Prelitoral, amb les seves poblacions més meridionals a les Muntanyes de Prades i Serra del Montsant.

## Descripció
Envergadura alar d'entre 26 i 31 mm. Lleuger dimorfisme sexual a l'anvers. El mascle presenta l'anvers de color bru amb una gran àrea vellutada per la presència d'escates androconials que s'estenen per la base i la part central de l'ala anterior. La femella també presenta l'anvers de color bru, però sense l'àrea vellutada. Ambdós sexes tenen un punt negre a l'anvers de l'ala anterior, tot i que és més marcat en la femella. Revers semblant en ambdós sexes, amb el color de fons gris marronós. L'ala anterior presenta una sèrie de grans punts negres vorejats de blanc a la part exterior i un altre punt negre aïllat més proper a la base. Ala posterior amb una sèrie de punts negres similars als de l'ala anterior, però més petits, i una franja blanca, que, segons l'individu, pot ser més o menys marcada o, fins i tot, del tot absent.

## Hàbitat
Ambients mediterranis i montans secs, com ara prats, matollars herbats i, ocasionalment, boscos esclarissats. Rang altitudinal des dels 50 m fins als 1800 m. L'eruga s'alimenta de diverses fabàcies del gènere Onobrychis, com ara O. viciifolia, O. arenaria, O. saxatilis, O. montana i O. alba.

## Període de vol i hibernació
Vola en una generació entre finals de juny i principi de setembre. Hiberna com a eruga.

## Comportament
La femella pon els ous a les inflorescències de les seves plantes nutrícies, les flors de les quals són consumides per les erugues, o de forma individual a la base de les bràctees dels fruits ja secs d'aquestes, alimentant-se posteriorment les erugues de les seves fulles. Es tracta d'una espècie mirmecòfila facultativa, les erugues de la qual gairebé sempre s'associen amb diverses espècies de formiga dels gèneres Camponotus, Crematogaster, Plagiolepis o Lasius. Tal com és el cas en d'altres espècies de licènids, la crisàlide d'aquesta espècie té un òrgan estridulant capaç de generar sons en cas de molèstia. Aquestes vibracions es creen a partir del frec de dos segments abdominals i podrien servir per avisar les formigues amb les quals s'associa en cas de perill.

## Espècies ibèriques similars
- Polyommatus fabressei
- Polyommatus violetae

## Galeria

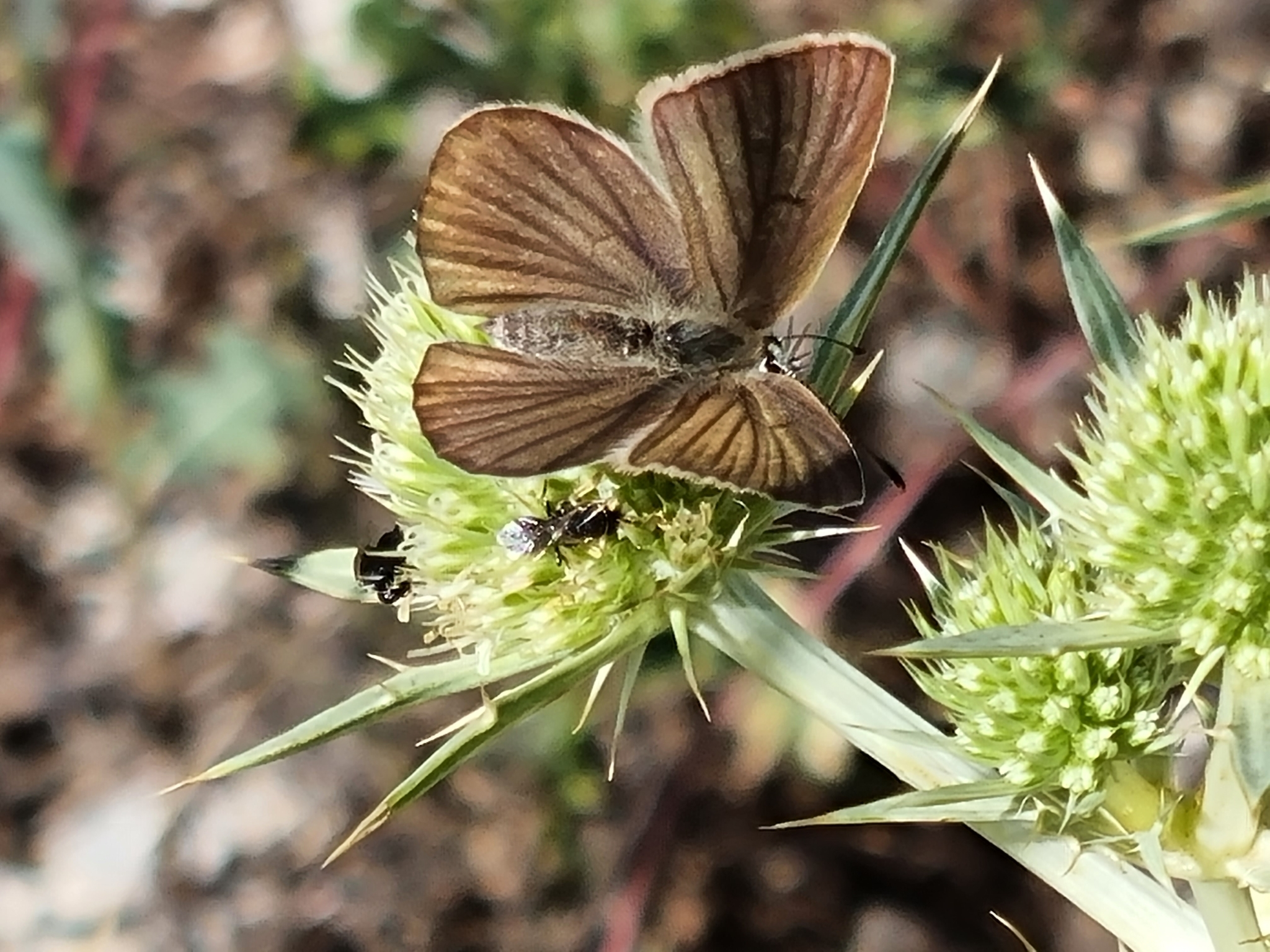
Anvers
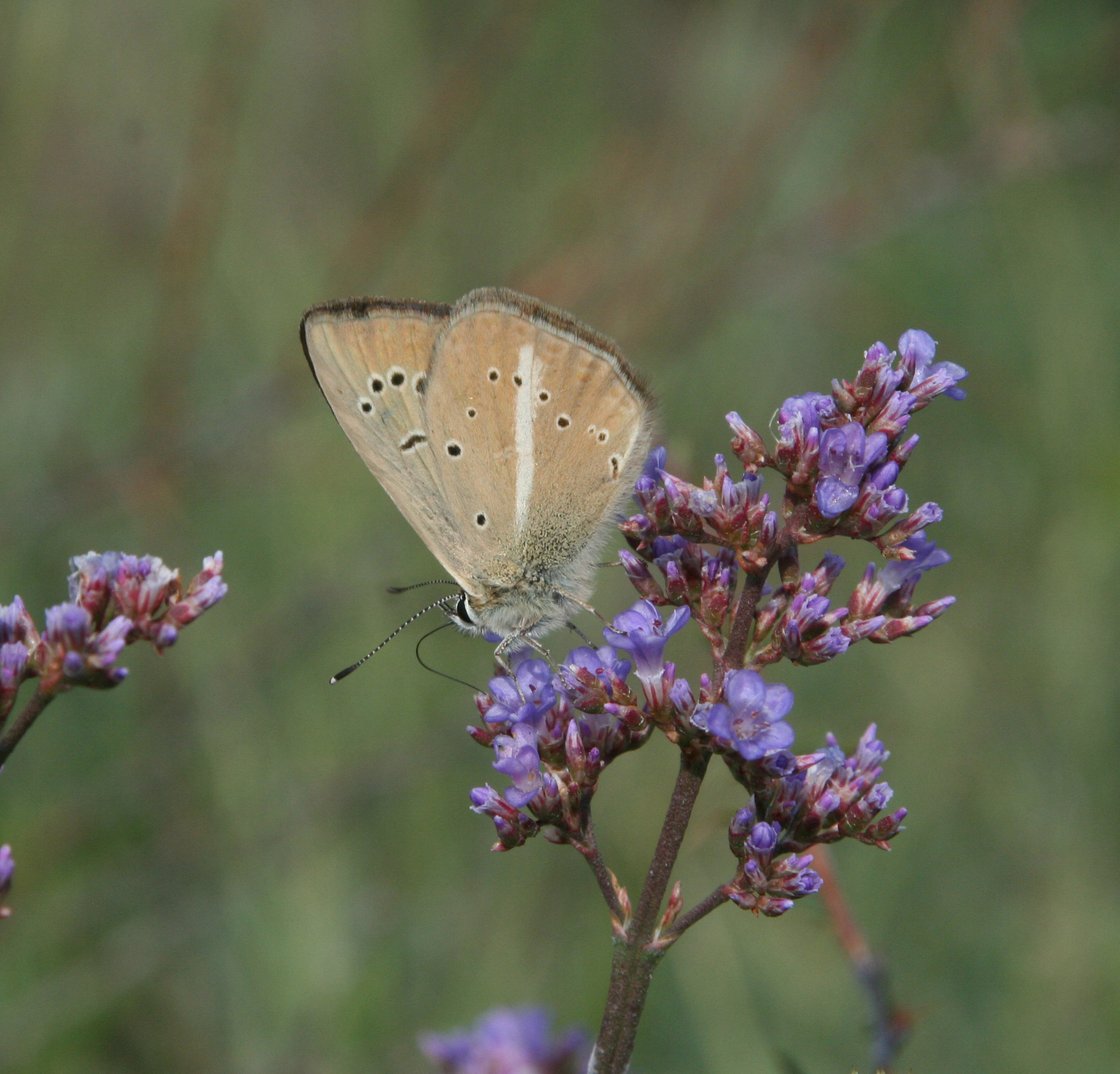
Revers amb franja blanca
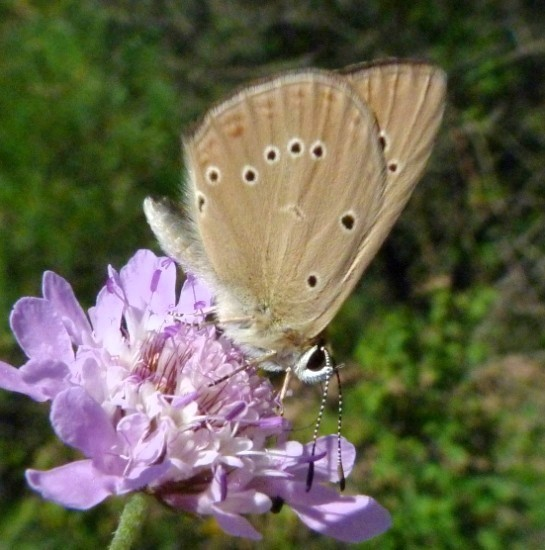
Revers sense la franja blanca
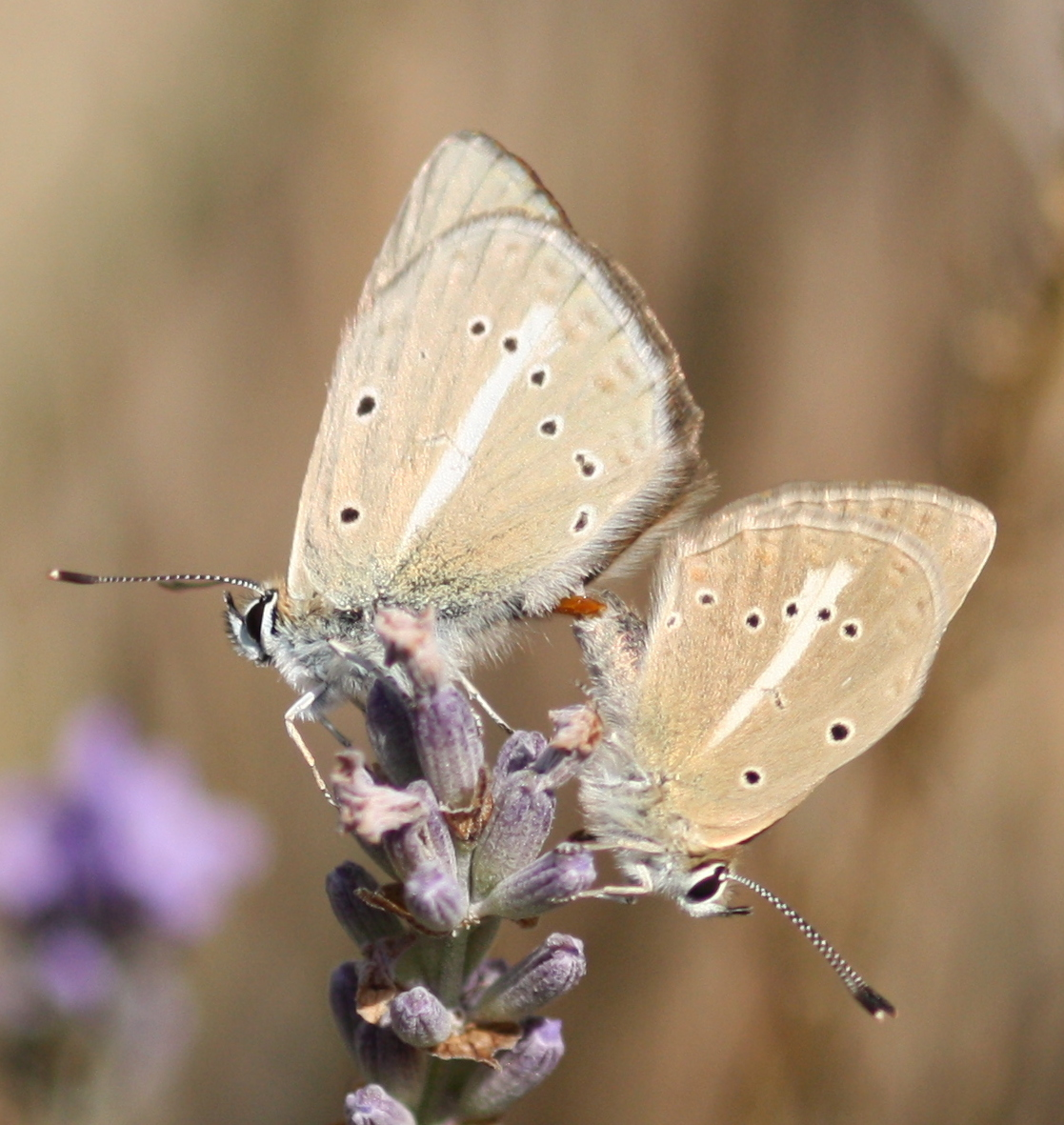
Aparellament